# Richard Wallace (Regisseur)
Richard Wallace (* 26. August 1894 in Sacramento, Kalifornien; † 3. November 1951 in Los Angeles, Kalifornien) war ein US-amerikanischer Drehbuchautor, Filmregisseur und Filmproduzent.

## Leben und Wirken
Seine Karriere als Regisseur begann Richard Wallace Mitte der 1920er Jahre. Er inszenierte einige kurze Komödien, für die er zum Teil auch als Drehbuchautor tätig war. 1926 drehte er mit Syncopating Sue seinen ersten Langfilm. Bis Ende der 1940er Jahre war er ein vielbeschäftigter Regisseur. Er drehte mehrere Filme mit der Schauspielerin Shirley Temple, darunter den 1949 entstandenen Adventure in Baltimore, sowie mit The Little Minister einen frühen Film der Darstellerin Katharine Hepburn aus dem Jahre 1934. Im Jahre 1947 entstand mit Tycoon eine Literaturverfilmung mit John Wayne in der Hauptrolle. Wallace’ wohl bekanntester Film entstand im gleichen Jahr: Sindbad der Seefahrer. 1949 drehte er mit A Kiss for Corliss seinen letzten Film, danach zog er sich aus dem Filmgeschäft zurück und verstarb 1951.
Ihm zu Ehren gibt es einen Stern auf dem Hollywood Walk of Fame.

## Filmografie (Auswahl)
Als Regisseur
- 1926: Raggedy Rose
- 1926: Syncopating Sue
- 1927: McFadden's Flats
- 1927: The Poor Nut
- 1927: Was eine schöne Frau begehrt (The American Beauty)
- 1927: A Texas Steer
- 1928: Lady Be Good
- 1928: The Butter and Egg Man
- 1928: Liebeslüge (The Shopworn Angel)
- 1929: Der Straßensänger (Innocents of Paris)
- 1929: River of Romance
- 1930: Seven Days Leave
- 1930: Anybody’s War
- 1930: The Right to Love
- 1931: Man of the World
- 1931: Kick In
- 1931: The Road to Reno
- 1932: Tomorrow and Tomorrow
- 1932: Thunder Below
- 1933: Das zweite Gesicht (The Masquerader)
- 1934: Eight Girls in a Boat
- 1934: The Little Minister
- 1936: Wedding Present
- 1937: John Meade’s Woman
- 1937: Blossoms on Broadway
- 1938: Gauner mit Herz (The Young in Heart)
- 1939: The Under-Pup
- 1940: Überfall auf die Olive Branch (Captain Caution)
- 1941: A Girl, a Guy and a Gob
- 1941: She Knew All the Answers
- 1942: Obliging Young Lady
- 1942: The Wife Takes a Flyer
- 1942: A Night to Remember
- 1943: Ohne Rücksicht auf Verluste (Bombardier)
- 1943: The Fallen Sparrow
- 1943: My Kingdom for a Cook
- 1944: Bride by Mistake
- 1945: It’s in the Bag!
- 1945: Küsse und verschweig mir nichts! (Kiss and Tell)
- 1946: Ich sing’ mich in dein Herz hinein (Because of Him)
- 1947: Sindbad der Seefahrer (Sinbad the Sailor)
- 1947: Abgekartetes Spiel (Framed)
- 1947: Tycoon
- 1948: Geld oder Liebe (Let’s Live a Little)
- 1949: Adventure in Baltimore
- 1949: A Kiss for Corliss